# Encephalartos villosus
Encephalartos villosus är en kärlväxtart som beskrevs av Lem.. Encephalartos villosus ingår i släktet Encephalartos och familjen Zamiaceae. IUCN kategoriserar arten globalt som livskraftig. Inga underarter finns listade i Catalogue of Life.

## Bildgalleri

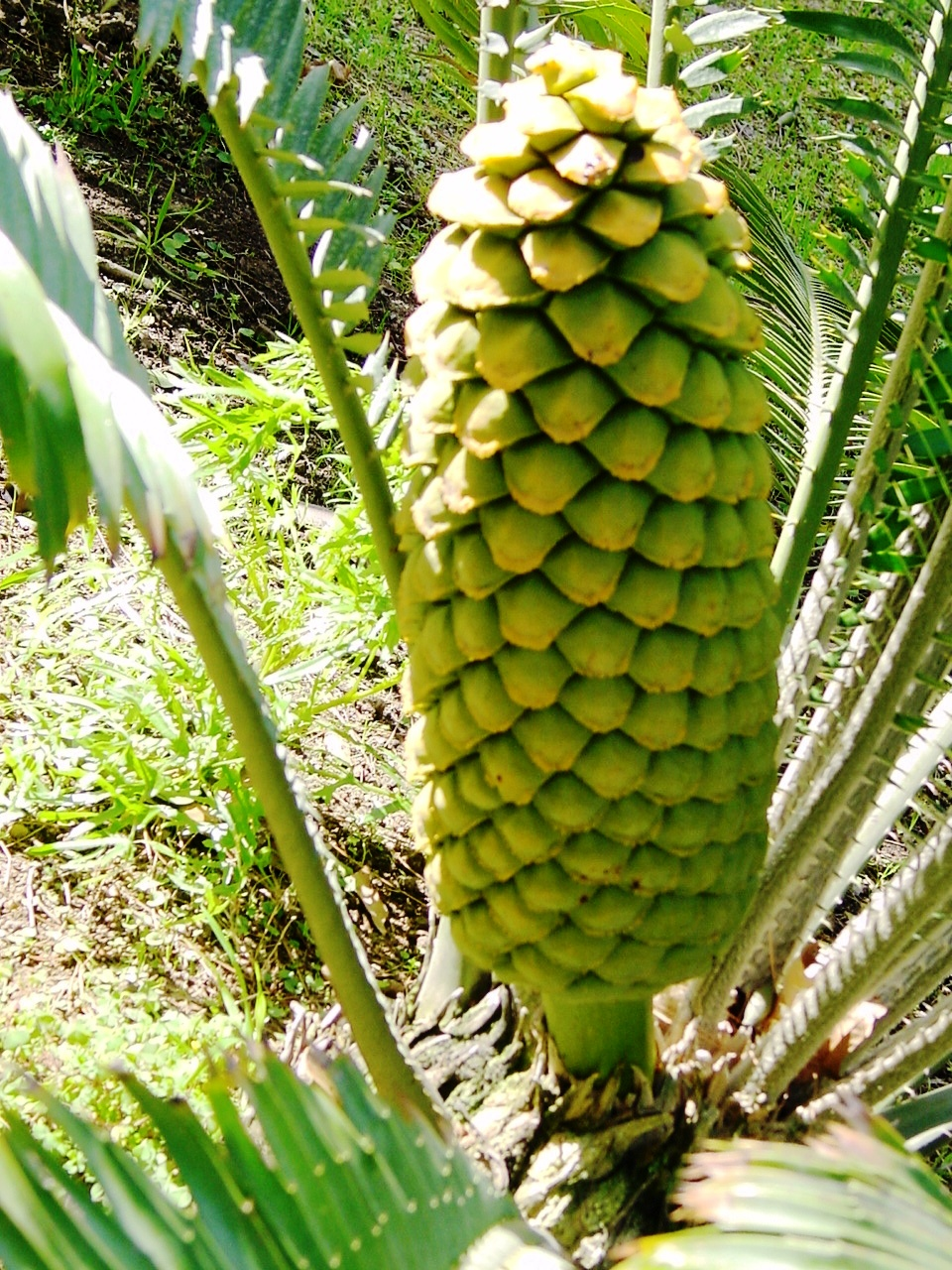
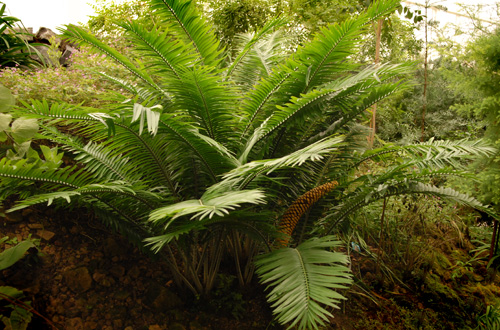
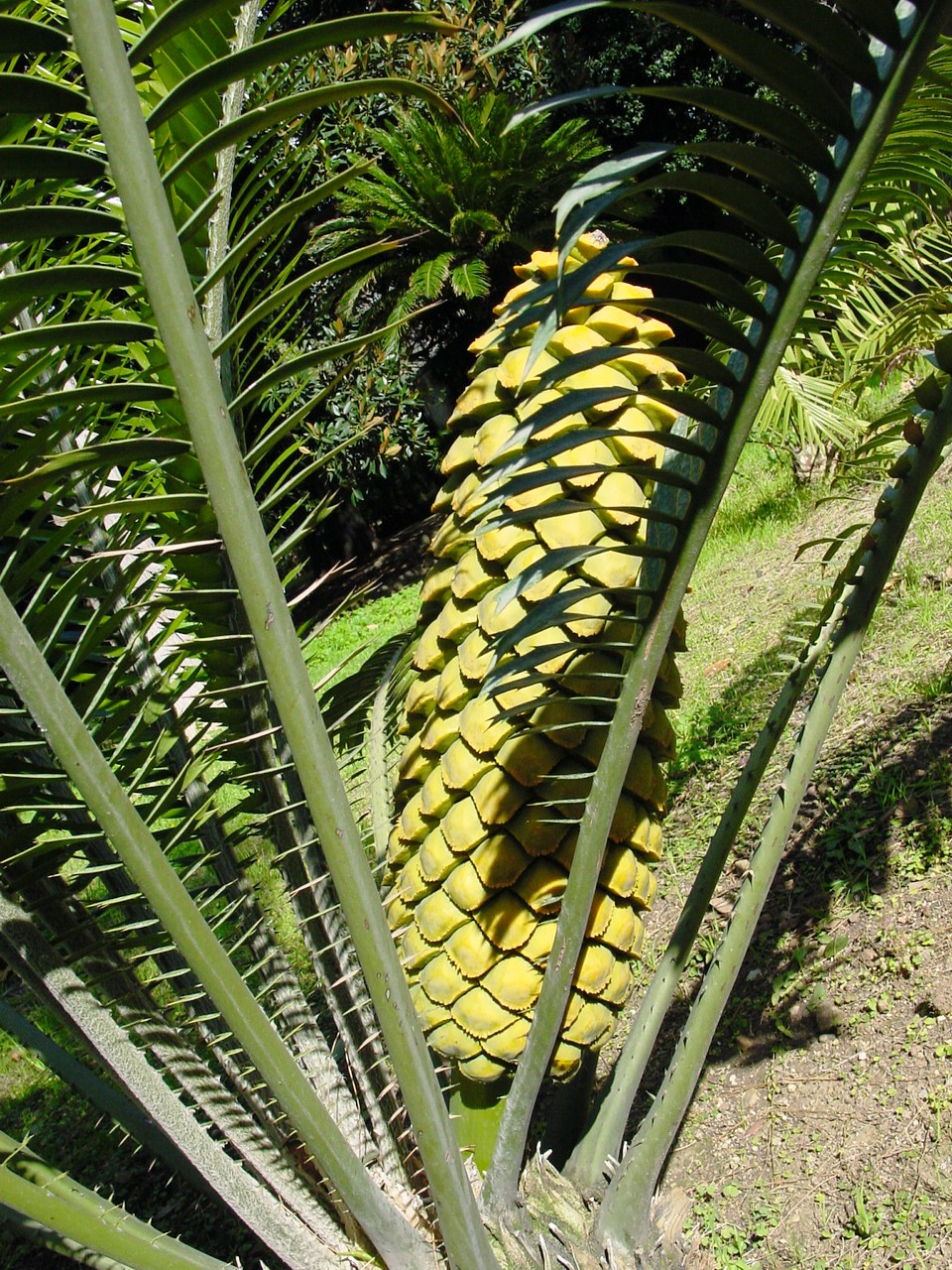
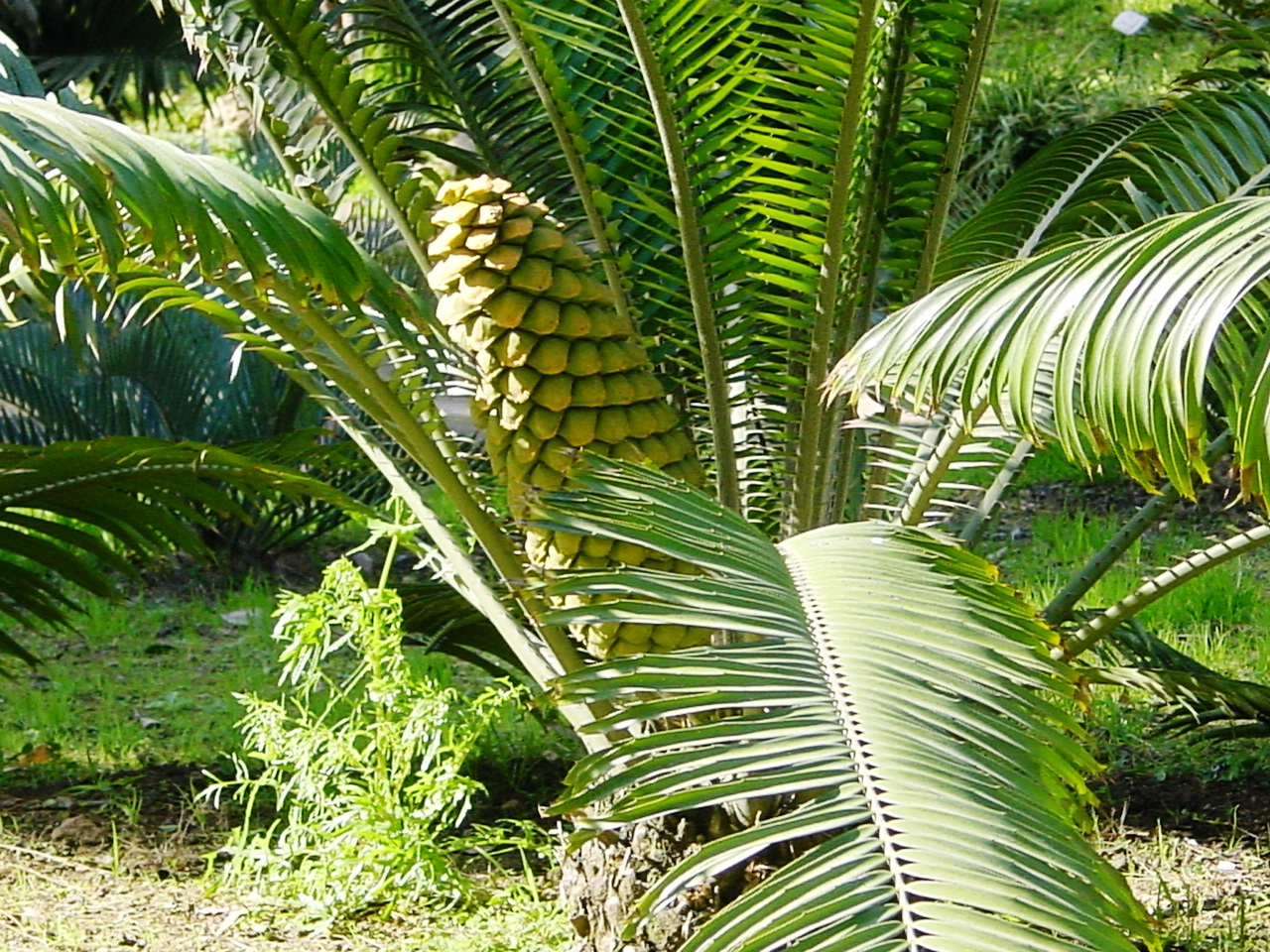
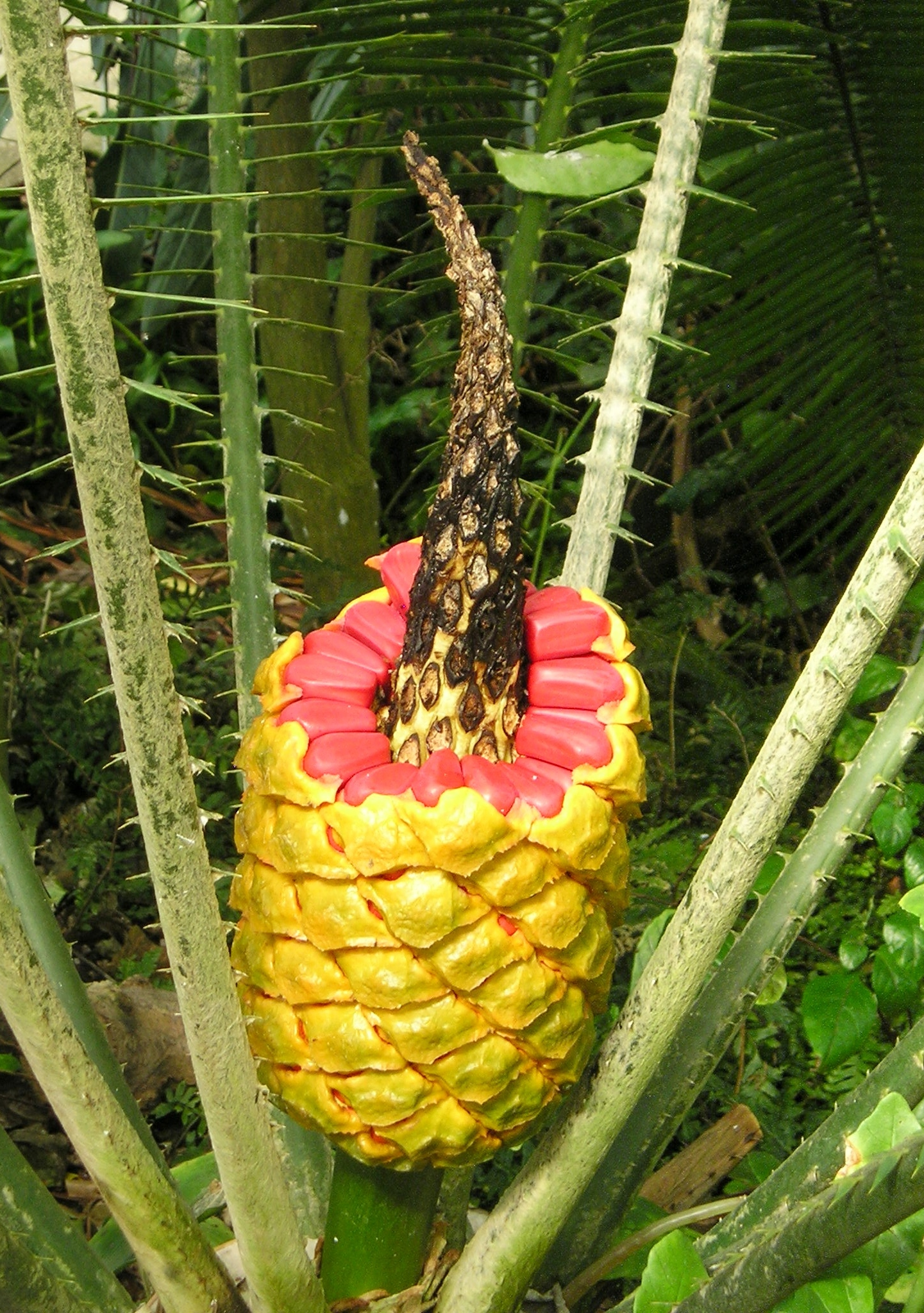
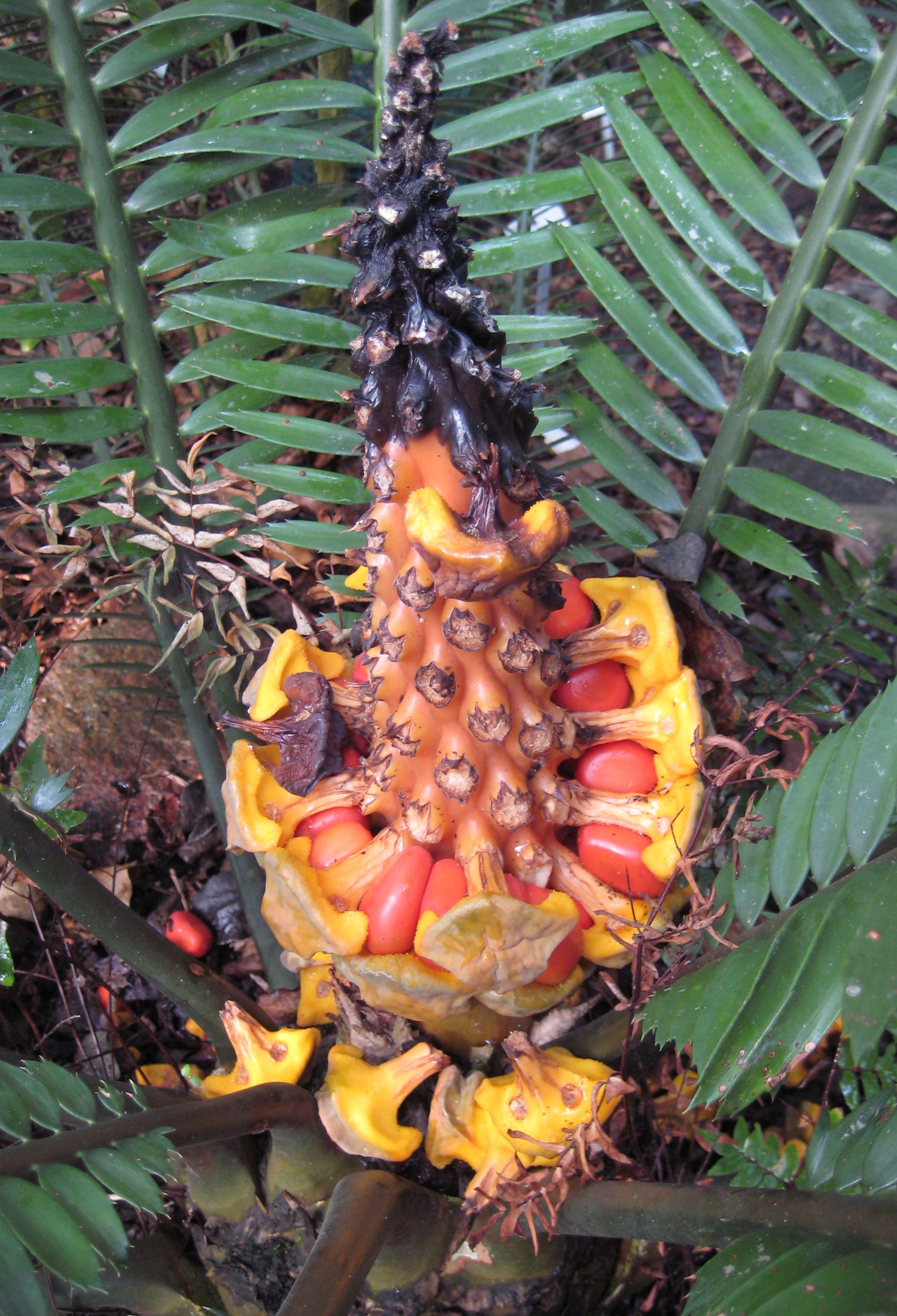